# Championnat des Amériques masculin de basket-ball des moins de 16 ans 2019
Navigation
Argentine 2017 Mexique 2021
Le championnat des Amériques masculin de basket-ball des moins de 16 ans 2019 se déroule à Belém au Brésil du 3 au 9 juin 2019. Il s'agit de la sixième édition de la compétition, instaurée en 2009.

## Équipes participantes

### Qualifications
8 équipes, issues des différentes zones de qualification du Championnat des Amériques U16, sont qualifiées pour cette compétition.
| Mode de qualification                                                                  | Places | Nations qualifiées                        |
| -------------------------------------------------------------------------------------- | ------ | ----------------------------------------- |
| Hôte du championnat des Amériques U16 2019                                             | 1      | Brésil                                    |
| Qualifications Championnat des Amériques U16 2019 (Zone Amérique du Nord)              | 2      | Canada États-Unis                         |
| Qualifications Championnat des Amériques U16 2019 (Zone Amérique centrale et Caraïbes) | 3      | Mexique Porto Rico République dominicaine |
| Qualifications Championnat des Amériques U16 2019 (Zone Amérique du Sud)               | 2      | Argentine Uruguay                         |

## Rencontres

### Premier tour

#### Groupe A
| Rang | Équipe                 | Pts | J | G | P | Pp  | Pc  | Diff |  | Résultats (dom.\ext.)  |   |        |       |        |
| ---- | ---------------------- | --- | - | - | - | --- | --- | ---- |  | ---------------------- | - | ------ | ----- | ------ |
| 1    | États-Unis             | 6   | 3 | 3 | 0 | 309 | 180 | 129  |  | États-Unis             |   | 122-71 | 83-57 | 104-52 |
| 2    | République dominicaine | 5   | 3 | 2 | 1 | 232 | 265 | -33  |  | République dominicaine | - |        | 90-77 | 71-66  |
| 3    | Argentine              | 4   | 3 | 1 | 2 | 218 | 248 | -30  |  | Argentine              | - | -      |       | 84-75  |
| 4    | Mexique                | 3   | 3 | 0 | 3 | 193 | 259 | -66  |  | Mexique                | - | -      | -     |        |

#### Groupe B
| Rang | Équipe     | Pts | J | G | P | Pp  | Pc  | Diff |  | Résultats (dom.\ext.) |   |        |       |       |
| ---- | ---------- | --- | - | - | - | --- | --- | ---- |  | --------------------- | - | ------ | ----- | ----- |
| 1    | Canada     | 6   | 3 | 3 | 0 | 287 | 206 | 81   |  | Canada                |   | 101-63 | 90-67 | 96-76 |
| 2    | Uruguay    | 4   | 3 | 1 | 2 | 189 | 225 | -36  |  | Uruguay               | - |        | 68-55 | 58-69 |
| 3    | Brésil     | 4   | 3 | 1 | 2 | 194 | 216 | -22  |  | Brésil                | - | -      |       | 72-58 |
| 4    | Porto Rico | 4   | 3 | 1 | 2 | 203 | 226 | -23  |  | Porto Rico            | - | -      | -     |       |

### Tableau final
|  | Quarts de finale | Quarts de finale       | Quarts de finale | Quarts de finale |                        |                        | Demi-finales | Demi-finales | Demi-finales                  | Demi-finales                  |                               |                               | Finale      | Finale      | Finale      | Finale      |
|  |                  |                        |                  |                  |                        |                        |              |              |                               |                               |                               |                               |             |             |             |             |
|  | 7 juin 2019      | 7 juin 2019            | 7 juin 2019      | 7 juin 2019      |                        |                        | 8 juin 2019  | 8 juin 2019  | 8 juin 2019                   | 8 juin 2019                   |                               |                               | 9 juin 2019 | 9 juin 2019 | 9 juin 2019 | 9 juin 2019 |
|  | 7 juin 2019      | 7 juin 2019            | 7 juin 2019      | 7 juin 2019      |                        |                        | 8 juin 2019  | 8 juin 2019  | 8 juin 2019                   | 8 juin 2019                   |                               |                               | 9 juin 2019 | 9 juin 2019 | 9 juin 2019 | 9 juin 2019 |
|  | A1               | États-Unis             | 102              | 102              |                        |                        | 8 juin 2019  | 8 juin 2019  | 8 juin 2019                   | 8 juin 2019                   |                               |                               | 9 juin 2019 | 9 juin 2019 | 9 juin 2019 | 9 juin 2019 |
|  | A1               | États-Unis             | 102              | 102              |                        |                        | 8 juin 2019  | 8 juin 2019  | 8 juin 2019                   | 8 juin 2019                   |                               |                               | 9 juin 2019 | 9 juin 2019 | 9 juin 2019 | 9 juin 2019 |
|  | B4               | Porto Rico             | 51               | 51               |                        |                        | 8 juin 2019  | 8 juin 2019  | 8 juin 2019                   | 8 juin 2019                   |                               |                               | 9 juin 2019 | 9 juin 2019 | 9 juin 2019 | 9 juin 2019 |
|  | B4               | Porto Rico             | 51               | 51               | États-Unis             | États-Unis             | 90           | 90           |                               |                               |                               |                               | 9 juin 2019 | 9 juin 2019 | 9 juin 2019 | 9 juin 2019 |
|  | 7 juin 2019      |                        |                  |                  | États-Unis             | États-Unis             | 90           | 90           |                               |                               |                               |                               | 9 juin 2019 | 9 juin 2019 | 9 juin 2019 | 9 juin 2019 |
|  |                  |                        | Argentine        | Argentine        | 58                     | 58                     |              |              |                               |                               |                               |                               | 9 juin 2019 | 9 juin 2019 | 9 juin 2019 | 9 juin 2019 |
|  | B2               | Uruguay                | Argentine        | Argentine        | 58                     | 58                     | 53           | 53           |                               |                               |                               |                               | 9 juin 2019 | 9 juin 2019 | 9 juin 2019 | 9 juin 2019 |
|  | B2               | Uruguay                | 8 juin 2019      |                  |                        |                        | 53           | 53           |                               |                               |                               |                               | 9 juin 2019 | 9 juin 2019 | 9 juin 2019 | 9 juin 2019 |
|  | A3               | Argentine              | 62               | 62               |                        |                        |              |              |                               |                               |                               |                               | 9 juin 2019 | 9 juin 2019 | 9 juin 2019 | 9 juin 2019 |
|  | A3               | Argentine              | 62               | 62               | États-Unis             | États-Unis             | 94           | 94           |                               |                               |                               |                               |             |             |             |             |
|  | 7 juin 2019      |                        |                  |                  | États-Unis             | États-Unis             | 94           | 94           |                               |                               |                               |                               |             |             |             |             |
|  |                  |                        | Canada           | Canada           | 77                     | 77                     |              |              |                               |                               |                               |                               |             |             |             |             |
|  | A2               | République dominicaine | Canada           | Canada           | 77                     | 77                     | 73           | 73           |                               |                               |                               |                               |             |             |             |             |
|  | A2               | République dominicaine |                  |                  |                        |                        |              |              |                               |                               |                               |                               |             |             |             |             |
|  | B3               | Brésil                 | 71               | 71               |                        |                        |              |              |                               |                               |                               |                               |             |             |             |             |
|  | B3               | Brésil                 | 71               | 71               | République dominicaine | République dominicaine | 81           | 81           | Match pour la troisième place | Match pour la troisième place | Match pour la troisième place | Match pour la troisième place |             |             |             |             |
|  | 7 juin 2019      |                        |                  |                  | République dominicaine | République dominicaine | 81           | 81           | Match pour la troisième place | Match pour la troisième place | Match pour la troisième place | Match pour la troisième place |             |             |             |             |
|  |                  |                        | Canada           | Canada           | 97                     | 97                     |              |              | 9 juin 2019                   | 9 juin 2019                   | 9 juin 2019                   | 9 juin 2019                   |             |             |             |             |
|  | B1               | Canada                 | Canada           | Canada           | 97                     | 97                     | 95           | 95           | 9 juin 2019                   | 9 juin 2019                   | 9 juin 2019                   | 9 juin 2019                   |             |             |             |             |
|  | B1               | Canada                 |                  |                  |                        |                        |              | 95           |                               |                               | Argentine                     | Argentine                     | 77          | 77          |             |             |
|  | A4               | Mexique                | 78               | 78               |                        |                        |              |              |                               |                               | Argentine                     | Argentine                     | 77          | 77          |             |             |
|  | A4               | Mexique                | 78               | 78               | République dominicaine | République dominicaine | 80           | 80           |                               |                               |                               |                               |             |             |             |             |
|  |                  |                        |                  |                  |                        |                        |              |              |                               |                               |                               |                               |             |             |             |             |

### Matches de classement

#### Matches pour la5eplace
|  | Tour de classement 5e - 8e | Tour de classement 5e - 8e | Tour de classement 5e - 8e | Tour de classement 5e - 8e |                        |            | Match pour la 5e place | Match pour la 5e place | Match pour la 5e place | Match pour la 5e place |
|  |                            |                            |                            |                            |                        |            |                        |                        |                        |                        |
|  | 8 août 2019                | 8 août 2019                | 8 août 2019                | 8 août 2019                |                        |            | 9 juin 2019            | 9 juin 2019            | 9 juin 2019            | 9 juin 2019            |
|  | Porto Rico                 | Porto Rico                 | 65                         | 65                         |                        |            | 9 juin 2019            | 9 juin 2019            | 9 juin 2019            | 9 juin 2019            |
|  | Porto Rico                 | Porto Rico                 | 65                         | 65                         |                        |            | 9 juin 2019            | 9 juin 2019            | 9 juin 2019            | 9 juin 2019            |
|  | Uruguay                    | Uruguay                    | 40                         | 40                         |                        |            | 9 juin 2019            | 9 juin 2019            | 9 juin 2019            | 9 juin 2019            |
|  | Uruguay                    | Uruguay                    | 40                         | 40                         | Porto Rico             | Porto Rico | 61                     | 61                     |                        |                        |
|  | 8 juin 2019                |                            |                            |                            | Porto Rico             | Porto Rico | 61                     | 61                     |                        |                        |
|  |                            |                            | Brésil                     | Brésil                     | 78                     | 78         |                        |                        |                        |                        |
|  | Brésil                     | Brésil                     | Brésil                     | Brésil                     | 78                     | 78         | 64                     | 64                     |                        |                        |
|  | Brésil                     | Brésil                     |                            |                            |                        |            |                        | 64                     |                        |                        |
|  | Mexique                    | Mexique                    | 62                         | 62                         |                        |            |                        |                        |                        |                        |
|  | Mexique                    | Mexique                    | 62                         | 62                         | Match pour la 7e place |            |                        |                        |                        |                        |
|  |                            |                            |                            |                            |                        |            |                        |                        |                        |                        |
|  | 9 juin 2019                |                            |                            |                            |                        |            |                        |                        |                        |                        |
|  | Uruguay                    | Uruguay                    | 68                         | 68                         |                        |            |                        |                        |                        |                        |
|  | Uruguay                    | Uruguay                    | 68                         | 68                         |                        |            |                        |                        |                        |                        |
|  | Mexique                    | Mexique                    | 74                         | 74                         |                        |            |                        |                        |                        |                        |
|  | Mexique                    | Mexique                    | 74                         | 74                         |                        |            |                        |                        |                        |                        |

## Classement final
| Place                        | Équipe                 | Vict.-Déf. |
| ---------------------------- | ---------------------- | ---------- |
| Médaille d'or, Amérique      | États-Unis             | 6 - 0      |
| Médaille d'argent, Amérique  | Canada                 | 5 - 1      |
| Médaille de bronze, Amérique | République dominicaine | 4 - 2      |
| 4                            | Argentine              | 2 - 4      |
| 5                            | Brésil                 | 3 - 3      |
| 6                            | Porto Rico             | 2 - 4      |
| 7                            | Mexique                | 1 - 5      |
| 8                            | Uruguay                | 1 - 5      |

- Qualification pour la Coupe du Monde U17 2020[1]

## Leaders statistiques

### Points
| Place | Nom              | Équipe                 | PPM  |
| ----- | ---------------- | ---------------------- | ---- |
| 1     | Jean Montero     | République dominicaine | 30,3 |
| 2     | Caleb Houstan    | Canada                 | 22,8 |
| 3     | Agustín Ubal     | Uruguay                | 19,3 |
| 4     | Gael Bonilla     | Mexique                | 16,2 |
| 5     | Bryan Ceballos   | Mexique                | 14,8 |
| 5     | Chris Livingston | États-Unis             | 14,8 |

### Rebonds
| Place | Nom            | Équipe                 | RPM  |
| ----- | -------------- | ---------------------- | ---- |
| 1     | Rodolfo Bolis  | Brésil                 | 14,8 |
| 2     | Gael Bonilla   | Mexique                | 14,3 |
| 3     | Enoch Boakye   | Canada                 | 10,8 |
| 4     | Jean Montero   | République dominicaine | 9,5  |
| 5     | Bryan Ceballos | Mexique                | 8,5  |

### Passes décisives
| Place | Nom                | Équipe     | PDPM |
| ----- | ------------------ | ---------- | ---- |
| 1     | Ryan Nembhard      | Canada     | 9,0  |
| 2     | Gael Bonilla       | Mexique    | 4,7  |
| 3     | Lucas Maglietti    | Argentine  | 4,3  |
| 4     | Dillon Hunter      | États-Unis | 4,0  |
| 4     | Richard Isaacs Jr. | États-Unis | 4,0  |

### Contres
| Place | Nom                | Équipe                 | CPM |
| ----- | ------------------ | ---------------------- | --- |
| 1     | Gael Bonilla       | Mexique                | 4,5 |
| 2     | Jalen Duren        | États-Unis             | 2,0 |
| 3     | Rodolfo Bolis      | Brésil                 | 1,8 |
| 4     | Handerson Silverio | République dominicaine | 1,5 |
| 5     | Kijani Wright      | États-Unis             | 1,3 |

### Interceptions
| Place | Nom             | Équipe                 | IPM |
| ----- | --------------- | ---------------------- | --- |
| 1     | Jean Montero    | République dominicaine | 3,3 |
| 1     | A. J. Griffin   | États-Unis             | 3,3 |
| 3     | Lucas Maglietti | Argentine              | 2,8 |
| 4     | Dillon Hunter   | États-Unis             | 2,7 |
| 4     | Johned Walker   | Porto Rico             | 2,7 |

### Évaluation
| Place | Nom           | Équipe                 | EPM  |
| ----- | ------------- | ---------------------- | ---- |
| 1     | Jean Montero  | République dominicaine | 28,0 |
| 2     | Gael Bonilla  | Mexique                | 27,2 |
| 3     | Rodolfo Bolis | Brésil                 | 19,8 |
| 4     | Ryan Nembhard | Canada                 | 19,0 |
| 5     | Jalen Duren   | États-Unis             | 18,5 |

## Récompenses
MVP de la compétition (meilleur joueur) Chris Livingston
Meilleur cinq de la compétition
- Ryan Nembhard
- Jean Montero
- Chris Livingston
- Caleb Houstan
- Jalen Duren